# Paradise, Hawaiian Style (musikalbum)
Paradise, Hawaiian Style är det trettonde soundtrackalbumet av den amerikanske sångaren och musikern Elvis Presley, släppt av RCA Victor i både mono och stereo (LPM/LSP 3643) i juni 1966. Albumet utgör soundtracket till filmen med samma namn från 1966, där Elvis Presley spelade huvudrollen. Låtarna till soundtracket spelades in i Radio Recorders studio B i Hollywood i Kalifornien under juli och augusti 1965 med inspelningar den 26–27 juli och 2–4 augusti.
Albumet nådde 15:e plats på Billboard 200-listan i USA, och 21:a plats på den konkurrerande Cashbox-listan. I Storbritannien placerade det sig som bäst på 5:e plats på UK Albums Chart. Totalt såldes 225 000 exemplar av albumet i USA.

## Bakgrund

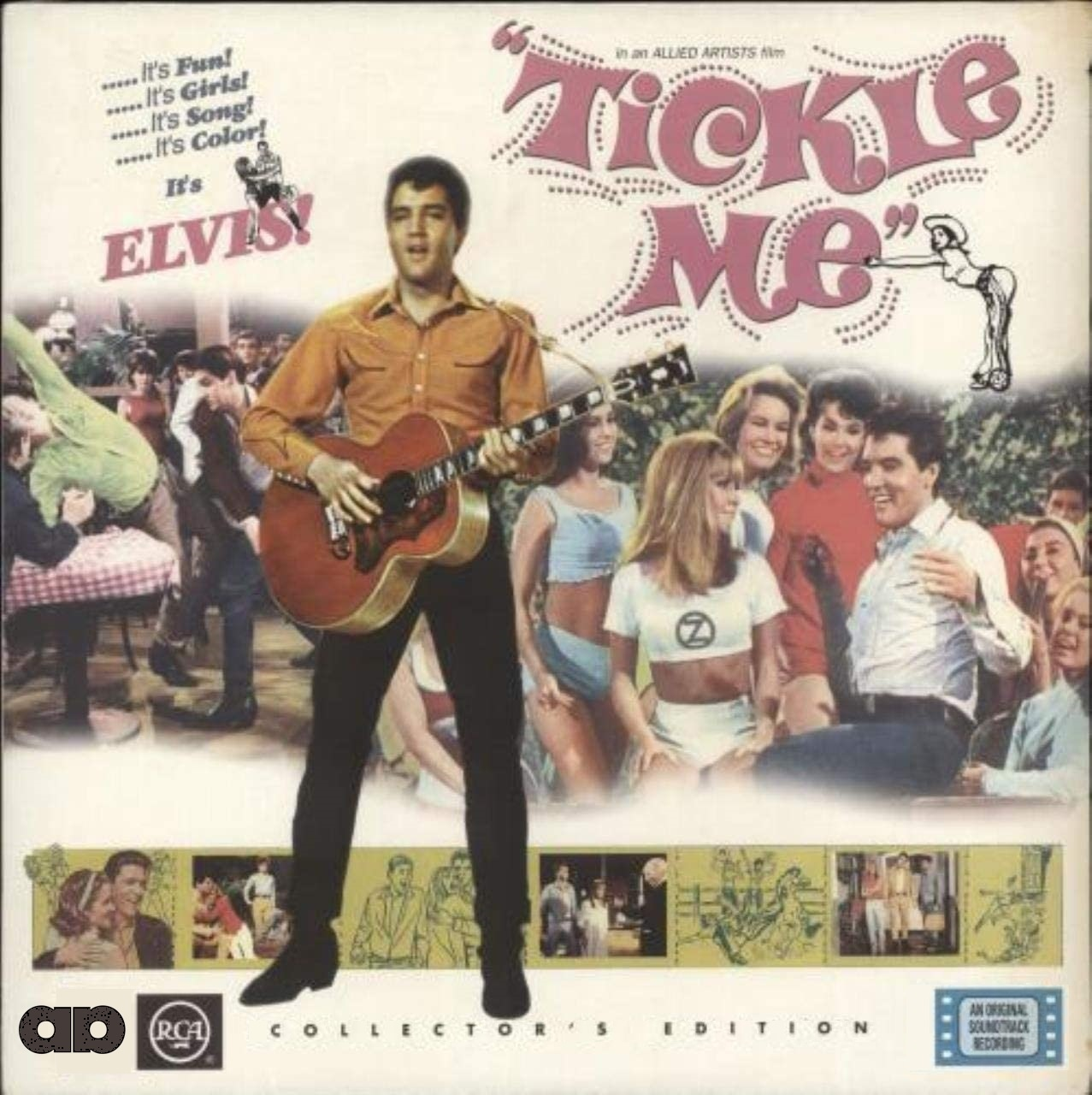
LP-omslag till en europeisk utgåva från år 2002 av Tickle Me.

År 1965 spelade Elvis Presley in soundtrackalbum till filmer som ännu låg nästan ett år fram i tiden innan de skulle släppas. Borta var de dagar då tiden mellan den sista inspelningssessionen för Elvis Is Back! och albumets lansering var mindre än en vecka. Under produktionen av detta album visades hans senaste film, Tickle Me, på biograferna. Vid denna tidpunkt hade Elvis, Paradise, Hawaiian Style inräknat, redan spelat in tre ytterligare filmer och lika många soundtrackalbum som ännu inte hade släppts.
Medan populärmusiken, och särskilt rock'n'roll-musiken, genomgick en radikal förändring, fortsatte Elvis Presley att fokusera på att spela in sånger till Hollywoodfilmer. Filmerna hade en så rigid och formalistisk struktur att det enkelt hade gått att inkludera både äldre och nyare låtar av hög kvalitet. Att göra detta skulle dock ha minskat musikförlaget Hill & Ranges kontroll över musiken och därmed även deras och Elvis Presleys intäkter.

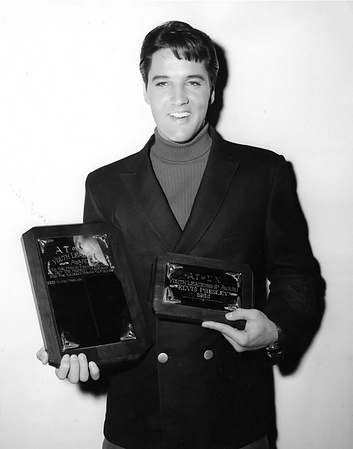
Elvis Presley 1966, i samband med att han erhöll "Sigma Chi Fraternity Leadership Award".

Tidigare framgångsrika låtskrivare som bidrog till många av Elvis största hitlåtar, som Otis Blackwell, Don Robertson, Doc Pomus och Mort Shuman samt Jerry Leiber och Mike Stoller, förlorade med tiden intresset för att skriva åt Elvis. Dessa låtskrivare, liksom andra som arbetade för musikförlaget Hill & Range, tvingades avstå en tredjedel av sina normala royaltyersättningar utan någon garanti för att deras låtar skulle spelas in.
Det faktum att sex av de tio låtarna på albumet Paradise, Hawaiian Style skrevs av låtskrivartrion Bernie Baum, Bill Giant och Florence Kaye visar hur svårt det var för etablerade låtskrivare att möta den höga efterfrågan på nytt låtmaterial till filmerna. Under en period av mindre än två år, 1964–1966, stod Baum, Giant och Kaye för 22 av de 64 soundtracklåtar (34 procent) som Elvis spelade in.
Under inspelningen av musiken till Paradise, Hawaiian Style förlöjligade Elvis öppet låtar med titlar som "A Dog's Life" och "Queenie Wahine's Papaya" och ägnade sig åt annat innan han till slut, som alltid, fullföljde inspelningarna. Han gick motvilligt med på att spela in låtar som han tidigare skulle ha avfärdat direkt.
Som Elvis diskograf och biograt Ernst Jørgensen uttryckte det hade Elvis förvandlats till ett slags inhyrd arbetskraft för skivbolaget RCA Victor och managern Tom Parker. Enligt kontrakten förväntades han agera och sjunga det som filmbolagen och musikförlaget Hill & Ranges låtskrivare tillhandahöll. Under inspelningssessionerna spelades tio låtar in, men endast nio användes i filmen. Den tionde låten, "Sand Castles," inkluderades på albumet för att uppnå tio spår.
Inga singlar släpptes från Paradise, Hawaiian Style. Misslyckandet med både singeln och albumet från Frankie and Johnny ledde till att man i juni släppte Victor Youngs standardlåt från 1945, "Love Letters", med Clyde McPhatters rhythm-and-blues-hit från 1958 "Come What May" som B-sida.
Singeln nådde en respektabel 19:e-plats på Billboard Hot 100-listan och återspeglade åtminstone Elvis Presleys personliga musiksmak bortom hans skyldigheter att spela in soundtrackmaterial. Det var dessutom hans första samtida singelsläpp på tre år, sedan "(You're the) Devil in Disguise" i juni 1963, och den kom ut i butikerna mindre än två veckor efter att den hade spelats in. Trots detta presterade "Love Letters" endast marginellt bättre än "Frankie And Johnny", och ingen av de två singlarna nådde upp till en försäljning på en halv miljon exemplar, vilket underströk att Elvis Presleys kommersiella genomslagskraft var på väg att avta.

## Komposition, stil och texter

### Inspelningarna och musikerna
Den 26 juli 1965 skulle Elvis Presley infinna sig i Paramounts lokaler för förberedelser inför inspelningen av filmen Paradise, Hawaiian Style och för att i Radio Recorders studio B i Hollywood inleda inspelningen av musiken till filmen, som även skulle ges ut på ett soundtrackalbum. Han uteblev dock och hänvisade till sjukdom. Inspelningarna inleddes därför utan honom, med enbart de instrumentala delarna. Inte heller följande dag var Elvis på plats, trots att hans manager Tom Parker hade försäkrat att han skulle närvara. Först efter en veckas försening, den 2 augusti, anlände Elvis till Paramount. Efter nödvändiga förberedelser begav han sig till Radio Recorders där han under perioden 2–4 augusti spelade in sin sång på de tidigare inspelade instrumentala spåren. Vid samma tillfälle spelades ytterligare en låt in, nämligen "Sand Castles".
Den första inspelningssessionen för musiken till soundtracket för filmen Paradise, Hawaiian Style ägde rum utan Elvis Presleys medverkan den 26 och 27 juli 1965 i Radio Recorders studio B i Hollywood. Närvarande på gitarr var Scotty Moore, Barney Kessel och Charlie McCoy, på hawaiigitarr Bernal Lewis, på bas Ray Siegal, på trummor D. J. Fontana, Milton Holland och Hal Blaine, på piano Larry Muhoberac samt gruppen The Jordanaires på bakgrundssång, med Gordon Stoker, Neal Matthews, Hoyt Hawkins och Ray Walker.
Uppföljningssessionen där Elvis var på plats och spelade in sin sång till den tidigare inspelade musiken, ägde rum den 2, 3 och 4 augusti 1965 i samma studio. Den 2 augusti spelades också "Sand Castles" in, med följande musiker: Howard Roberts och Alton Hendrickson på gitarr, Keith Mitchell på bas och Victor Feldman på trummor. Den 2 och 3 augusti medverkade även gruppen The Mello Men som bakgrundssångare.

### Låtarna
Titelspåret, "Paradise, Hawaiian Style", var en av sex låtar på albumet skrivna av 
låtskrivarna Bill Giant, Bernie Baum och Florence Kaye. Låten skrevs för att fungera som en stämningsfull introduktion i filmens öppningsscen under förtexterna, där de hawaiianska landskapen presenteras. Låten är relativt välkänd, eftersom den också användes i öppningssekvensen av den satellitsända konserten Aloha from Hawaii.

"Queenie Wahine's Papaya" var en snabb låt med tungvrickande inslag som ökade i tempo för varje vers. I filmen framfördes den som en duett mellan Elvis Presley och den nioåriga Donna Butterworth i sällskap med barn, vilket förstärkte dess lekfulla karaktär. Låten, även den skriven av Giant, Baum och Kaye, var ursprungligen tänkt att heta "Princess Papuli", men namnet ändrades till "Queenie Wahine's Papaya" (det kan översättas till "Den lilla drottningens papaya").

"Scratch My Back (Then I'll Scratch Yours)" var ännu en låt av Giant, Baum och Kaye. Titeln är en fyndig ordlek och texten kretsar kring temat att "klia varandras ryggar". Även denna låt framfördes som en duett i filmen mellan Elvis och Marianna Hill och kännetecknas av en distinkt rytmisk basgång. Enligt Florence Kaye innehåller låten subtila sexuella anspelningar. "Drums of the Islands", skriven av Sid Tepper och Roy C. Bennett, framhölls av tidskriften Variety som en av filmens höjdpunkter. Den fungerade som avslutningsnummer med en stor folkmassa, vilket förstärkte dess dramatiska effekt. Låtskrivarna införlivade även musikaliska element inspirerade av hawaiiansk tradition.

"Datin'" var ännu en lekfull låt, riktad till barn. I filmen framfördes även den som en duett mellan Elvis Presley och Donna Butterworth. Låten, skriven av Fred Wise och Randy Starr, präglas av en humoristisk men nonsensartad text, med rader som: "att dejta får en tjej att börja svänga på höfterna när hon går". Vid studioinspelningarna hade Elvis svårt att hålla sig för skratt åt de banala texterna.

Också "A Dog's Life", skriven av Ben Weisman och Sid Wayne, var en nonsensbetonad låt. Elvis sjöng den i filmen för en grupp skällande och ylande hundar ombord på en helikopter. Under inspelningen drabbades han av ett skrattanfall när han sjöng textraden: "Jag skulle hitta mig en liten rosa pudel och bli helt knäsvag för henne", där orden poodle och noodle rimmade. Inspelningen fick pausas och återupptogs senare under inspelningstillfället, men även i den slutliga inspelningen går det att höra att Elvis har svårt att hålla sig för skratt.

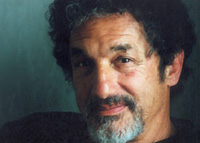
David Hess, vilken var med och skrev balladen "Sand Castles" som ofta lyfts fram som en av albumets starkaste låtar.

Den rockinspirerade "House of Sand", också den av Giant, Baum och Kaye, kännetecknas av en enkel struktur och ett avskalat arrangemang.

"Stop Where You Are", från samma låtskrivarteam, tycks ha komponerats med tanke på filmens visuella effekter, där stop motion-teknik användes för att skapa hackiga rörelser. Låten kännetecknas av en okomplicerad och förutsägbar text.

Den långsamma balladen "This Is My Heaven", också skriven av Giant, Baum och Kaye, präglas av sin melodiska enkelhet och ett avskalat arrangemang i hawaiiansk stil.

"Sand Castles", skriven av David Hess och Herb Goldberg, var den enda inspelade låten som inte kom med i filmen. Den spelades in den 2 augusti, men Elvis sång togs bort från den ursprungliga mastern, så att han följande dag kunde sjunga in den på nytt. Denna ballad lyfts ofta fram som en av albumets starkaste låtar och sticker ut på albumet genom sitt poetiska bildspråk, sin melodiska struktur och sitt akustiska gitarrspel, som påminner om folkrockens estetik.

## Utgivning och marknadsföring

### Albumets placeringar

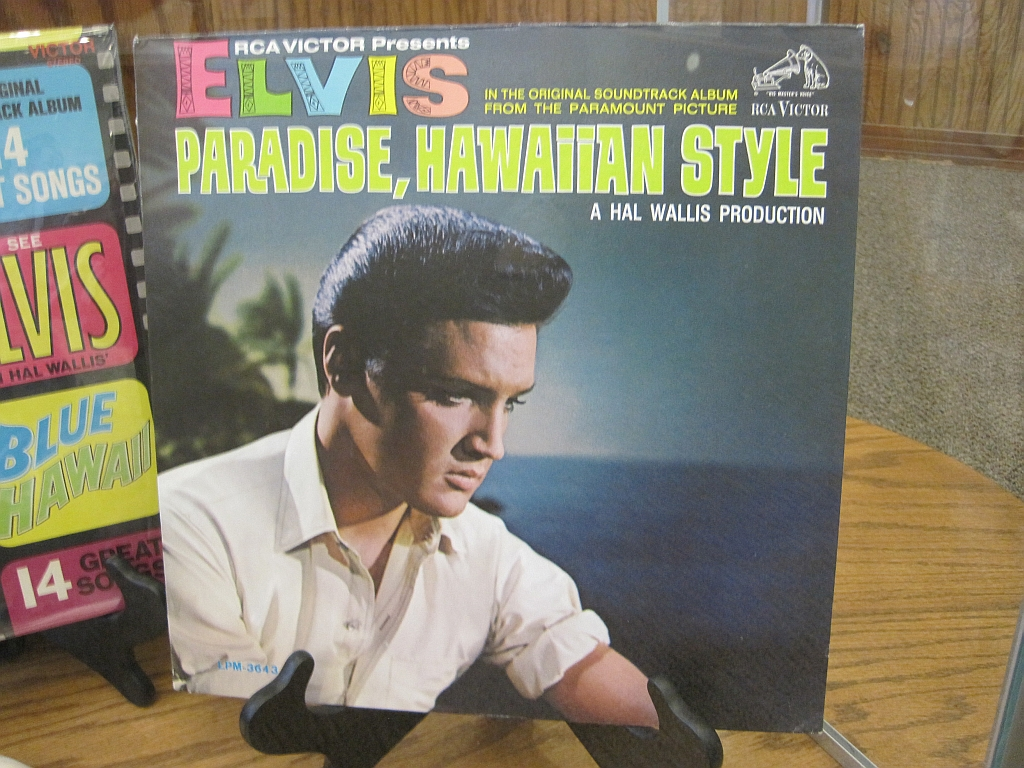
Elvis Presley: Paradise Hawaiian Style.

Albumet Paradise, Hawaiian Style debuterade på plats 132 på albumlistan "Billboard Top LP's" i USA den 16 juli 1966. Efter åtta veckor på listan nådde albumet den 3 september 1966, plats 15, där det stannade i två veckor. Det blev albumets högsta position under de 19 veckor det låg på listan.
På Cash Box noterades albumet första gången den 23 juli 1966 på plats 87 på tidningens bästsäljarlista, som vid tiden listade 100 album. Efter sex veckor på listan, den 27 augusti 1966, nådde det plats 21 där det stannade i två veckor. Det blev albumets högsta position under de tolv veckor det låg på listan. I Storbritannien nådde albumet plats 5 på UK Albums Chart, och låg där under tre icke sammanhängande veckor.

### Senare utgåvor av albumet
I maj 1994 gavs albumet ut på cd som del av Double Features-serien, tillsammans med Frankie and Johnny. I juli 2004 gavs albumet ut på Follow That Dream-etiketten i en utökad cd-utgåva med originalalbumets låtar och flera alternativa tagningar.

## Mottagande

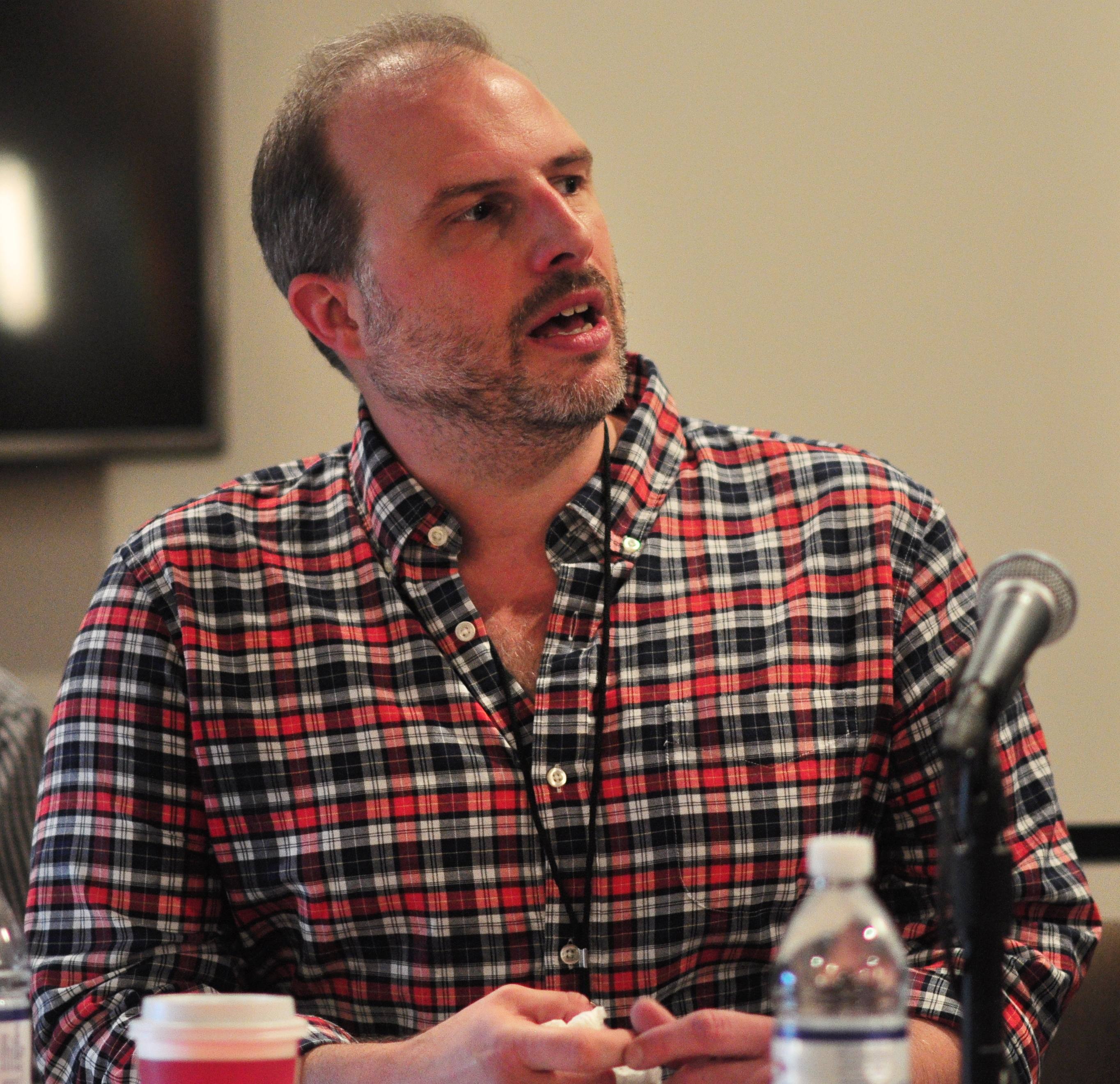
Den amerikanske musikkritikern Stephen Thomas Erlewine, som ansåg att albumet var katastrofalt, tillkommet i en tid då Elvis karriär befann sig i fritt fall.

Albumet fick överlag dåliga recensioner, i den mån albumet eller filmen ens blev recenserade. Den amerikanske musikkritikern och musikjournalisten Stephen Thomas Erlewine, skrivande för Allmusic, beskrev Paradise, Hawaiian Style som ett av Elvis Presleys svagaste album någonsin. Han använde ord som "katastrofalt" för att beskriva det och konstaterade att albumet skapades under en period då Elvis karriär befann sig i fritt fall. Erlewine jämförde filmen och albumet med Blue Hawaii, som släpptes fem år tidigare och blev en stor framgång. Han menade att Paradise, Hawaiian Style tydligt försökte återskapa denna succé, men misslyckades på alla fronter. Enligt honom var både filmen och musiken en blek skugga av föregångaren och de saknade både charm och substans.

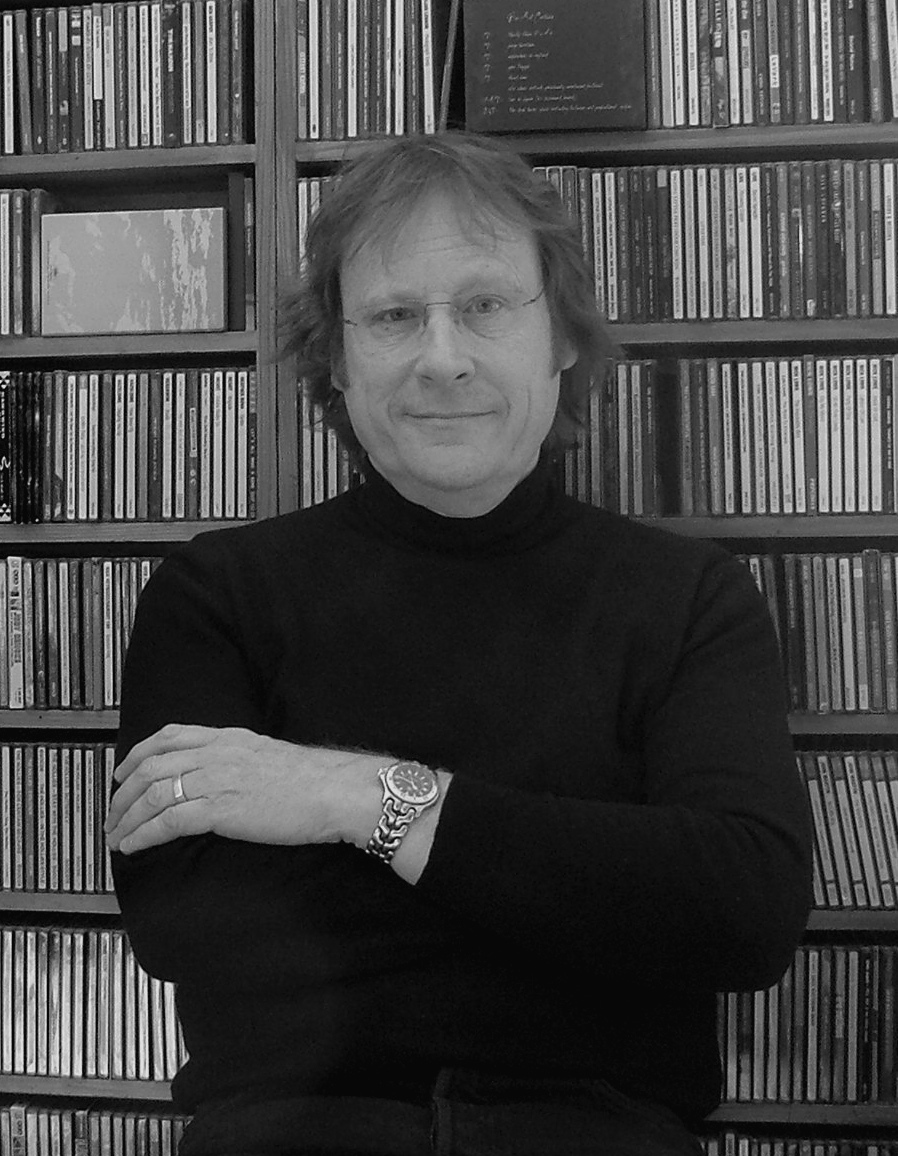
Den brittiske musikskribenten Colin Larkin, som skrev att Paradise, Hawaiian Style innehöll låtar av anmärkningsvärt låg kvalitet.

Erlewine påpekade dessutom att inte en enda låt på albumet ansågs vara tillräckligt bra för att släppas som singel. Detta speglar enligt honom tydligt albumets låga kvalitet. Vidare kritiserade han låtskrivarteamet Giant, Baum och Kaye för deras bidrag, som "Queenie Wahine's Papaya" och "Stop Where You Are", vilka han beskrev som banala. Trots detta ansåg han att dessa låtar inte ens är de sämsta på albumet. Den tvivelaktiga utmärkelsen gav han i stället till "A Dog's Life" och "Datin'", där den senare har en text som, enligt Erlewine, förklarar romantik på en nivå som endast en femåring skulle kunna förstå.
Den brittiske musikskribenten Colin Larkin beskrev hur ett hastigt inspelat soundtrackalbum med endast tio låtar togs fram till filmen. Enligt Larkin betraktas albumet av Elvis Presley-kännare som ett av hans absolut sämsta, med material av anmärkningsvärt låg kvalitet – inte minst låten "Queenie Wahine's Papaya". Han lyfte också fram de utgivna alternativtagningarna av "Datin'" och "A Dog's Life", där studiopratet avslöjar Elvis Presleys missnöje med det material han tvingades spela in.
Musikskribenten Paul Simpson gav albumet det lägsta möjliga betyget, och han menade att endast tre av albumets tio låtar kom i närheten av att klara godkänt. Dessa tre ansåg han vara "Paradise, Hawaiian Style", "This Is My Heaven" och den stillsamma "Sand Castles", som enligt honom "är så gripande och sjungs med sådan övertygelse att den naturligtvis klipptes bort från filmen." Steve Knopper, chefredaktör för Billboard, ansåg att det bästa man kunde göra var att undvika albumet helt.
Trots de negativa omdömena gav några musiktidskrifter ändå albumet välvilliga recensioner. Billboard Magazine förutspådde att albumet skulle bli en succé på topplistorna och menade att exempelvis "Stop Where You Are" hade utmärkt potential som singel. Även Cashbox Magazine trodde att Elvis med albumet skulle fortsätta sin långa rad av framgångar. De förutsåg att albumet, med fina låtar som exempelvis titellåten och "House of Sand", skulle sälja snabbt bland både Elvis-entusiaster och filmbesökare.

## Försäljning
När albumet Paradise, Hawaiian Style gavs ut i juni 1966, sålde det i mindre än en kvarts miljon exemplar, med ett totalt antal på cirka 225 000, vilket var en ny bottennotering för Elvis Presleys albumförsäljning. Detta var 25 000 färre än det föregående soundtrackalbumet Frankie and Johnny, vars initiala försäljning också var rekordlåg med 250 000 exemplar. (Försäljningen av Frankie and Johnny skulle senare komma att överstiga en miljon exemplar.) Det nådde ändå en bättre placering på albumlistan med en 15:e-plats, än Frankie and Johnnys 20:e-plats.

## Låtlistor
Paradise, Hawaiian Style

### 1966, originalutgåva
| 1. | Paradise, Hawaiian Style                  | Bill Giant, Bernie Baum, Florence Kaye | 27 juli 1965 (track) 4 augusti 1965 (vocal) | 2:35 |
| 2. | Queenie Wahine's Papaya                   | Bill Giant, Bernie Baum, Florence Kaye | 27 juli 1965 (track) 4 augusti 1965 (vocal) | 1:33 |
| 3. | Scratch My Back (Then I'll Scratch Yours) | Bill Giant, Bernie Baum, Florence Kaye | 26 juli 1965 (track) 3 augusti 1965 (vocal) | 2:13 |
| 4. | Drums of the Islands                      | Sid Tepper, Roy C. Bennett             | 26 juli 1965 (track) 2 augusti 1965 (vocal) | 2:32 |
| 5. | Datin'                                    | Fred Wise, Randy Starr                 | 26 juli 1965 (track) 4 augusti 1965 (vocal) | 1:22 |

| 1.           | A Dog's Life               | Ben Weisman, Sid Wayne                 | 27 juli 1965 (track) 4 augusti 1965 (vocal) | 1:57  |
| 2.           | House of Sand              | Bill Giant, Bernie Baum, Florence Kaye | 27 juli 1965 (track) 3 augusti 1965 (vocal) | 2:02  |
| 3.           | Stop Where You Are         | Bill Giant, Bernie Baum, Florence Kaye | 27 juli 1965 (track) 3 augusti 1965 (vocal) | 2:03  |
| 4.           | This Is My Heaven          | Bill Giant, Bernie Baum, Florence Kaye | 27 juli 1965 (track) 2 augusti 1965 (vocal) | 2:34  |
| 5.           | Sand Castles (bonus track) | David Hess, Herb Goldberg              | 2–3 augusti 1965                            | 2:55  |
| Total längd: | Total längd:               | Total längd:                           | Total längd:                                | 21:46 |

### 2004, Follow That Dream-utgåva
Cd 1
| 1.           | Paradise, Hawaiian Style                  | Bill Giant, Bernie Baum, Florence Kaye | 4 augusti 1965   | 2:39  |
| 2.           | Queenie Wahine's Papaya                   | Giant, Baum, Kaye                      | 4 augusti 1965   | 1:34  |
| 3.           | Scratch My Back (Then I'll Scratch Yours) | Giant, Baum, Kaye                      | 3 augusti 1965   | 2:15  |
| 4.           | Drums of the Islands                      | Sid Tepper, Roy C. Bennett             | 2 augusti 1965   | 2:33  |
| 5.           | Datin' Side 2                             | Fred Wise, Randy Starr                 | 4 augusti 1965   | 1:22  |
| 6.           | A Dog's Life                              | Ben Weisman, Sid Wayne                 | 4 augusti 1965   | 1:58  |
| 7.           | House of Sand                             | Giant, Baum, Kaye                      | 3 augusti 1965   | 2:03  |
| 8.           | Stop Where You Are                        | Giant, Baum, Kaye                      | 3 augusti 1965   | 2:04  |
| 9.           | This Is My Heaven Bonus Song              | Giant, Baum, Kaye                      | 2 augusti 1965   | 2:34  |
| 10.          | Sand Castles New Bonus Tracks             | David Hess, Herb Goldberg              | 2–3 augusti 1965 | 2:58  |
| 11.          | This Is My Heaven (take 4)                | Giant, Baum, Kaye                      | 2 augusti 1965   | 3:01  |
| 12.          | A Dog's Life (takes 4, 5, 6)              | Ben Weisman, Sid Wayne                 | 4 augusti 1965   | 5:45  |
| 13.          | Datin' (takes 6, 7, 8, 11, 12)            | Fred Wise, Randy Starr                 | 4 augusti 1965   | 3:23  |
| 14.          | This Is My Heaven (take 7)                | Giant, Baum, Kaye                      | 2 augusti 1965   | 2:48  |
| 15.          | Drums of the Islands (takes 4, 5)         | Sid Tepper, Roy C. Bennett             | 2 augusti 1965   | 3:37  |
| 16.          | Queenie Wahine's Papaya (take 5)          | Giant, Baum, Kaye                      | 4 augusti 1965   | 1:57  |
| 17.          | Stop Where You Are (take 1)               | Giant, Baum, Kaye                      | 2 augusti 1965   | 2:40  |
| 18.          | House of Sand (take 3 plus intro)         | Giant, Baum, Kaye                      | 3 augusti 1965   | 4:44  |
| 19.          | Paradise, Hawaiian Style (takes 1, 4)     | Giant, Baum, Kaye                      | 4 augusti 1965   | 4:04  |
| 20.          | Scratch My Back (take 1)                  | Giant, Baum, Kaye                      | 3 augusti 1965   | 2:29  |
| 21.          | A Dog's Life (take 8)                     | Ben Weisman, Sid Wayne                 | 4 augusti 1965   | 2:06  |
| 22.          | Sand Castles (KOV take 1)                 | David Hess, Herb Goldberg              | 2 augusti 1965   | 3:06  |
| 23.          | Datin' (takes 1, 2, 3, 4)                 | Fred Wise, Randy Starr                 | 4 augusti 1965   | 3:20  |
| 24.          | This Is My Heaven (takes 1, 2, 3)         | Giant, Baum, Kaye                      | 2 augusti 1965   | 3:56  |
| Total längd: | Total längd:                              | Total längd:                           | Total längd:     | 68:56 |

## Medverkande

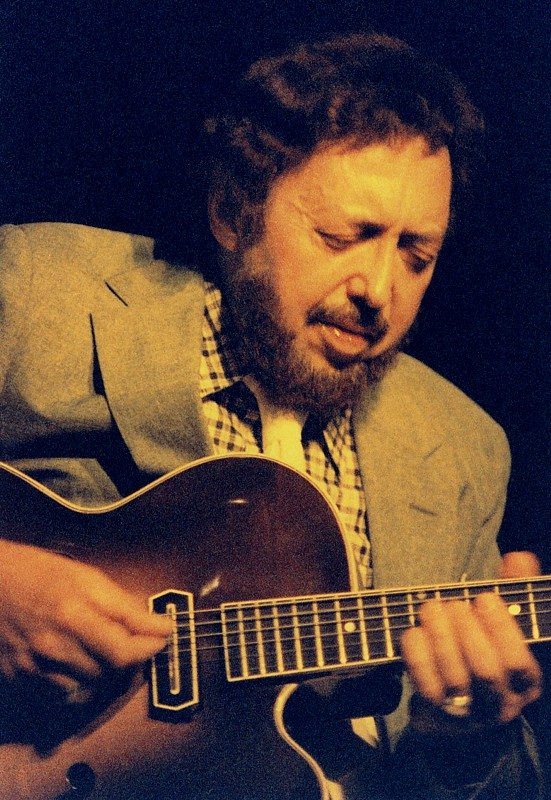
Barney Kessel, som spelade gitarr på alla låtar utom "Sand Castles".

Uppgifterna är hämtade från Keith Flynn och Ernst Jørgensen och avser inspelningar gjorda i Radio Recorders studio B i Hollywood i Kalifornien den 26–27 juli 1965 och den 2–4 augusti 1965.

- Elvis Presley – sång
- Scotty Moore – gitarr på alla låtar utom "Sand Castles".
- Barney Kessel – gitarr på alla låtar utom "Sand Castles".
- Charlie McCoy – gitarr på alla låtar utom "Sand Castles".
- Bernal Lewis – hawaiigitarr på alla låtar utom "Sand Castles".
- Ray Siegel – bas på alla låtar utom "Sand Castles".
- D. J. Fontana – trummor på alla låtar utom "Sand Castles".
- Milton Holland – trummor på alla låtar utom "Sand Castles".
- Hal Blaine – trummor på alla låtar utom "Sand Castles".
- Larry Muhoberac – piano på alla låtar utom "Sand Castles".
- Howard Roberts – gitarr på "Sand Castles".
- Alton Hendrickson – gitarr på "Sand Castles".
- Keith Mitchell – bas på "Sand Castles".
- Victor Feldman – trummor på "Sand Castles".
- The Jordanaires: Gordon Stoker, Neal Matthews, Hoyt Hawkins, Ray Walker – bakgrundssång på "Drums of the Islands", "This Is My Heaven", "Paradise, Hawaiian Style" och "House of Sand".
- Neal Matthews – "Guide vocals" på "Queenie Wahine's Papaya".
- The Mello Men: Bill Lee, Max Smith, Bill Cole, Gene Merlino – bakgrundssång vid pålägg på "Drums of the Islands", "Sand Castles", "Scratch My Back", "'Stop Where You Are" och "House of Sand".
- Joseph Lilley – producent för Paramount.
- Dave Wiechman – ljudtekniker.
- Thorne Nogar – ljudtekniker.

## Topplistor
|  |

|  |

|  |

|  |

| Lista (1966)                     | Högsta position |
| Storbritannien (UK Albums Chart) | 5               |
| USA (Cash Box Top 100 Albums)    | 21              |
| USA (Billboard 200)              | 15              |